# Mesitornithidae
Los mesitornítidos (Mesitornithidae) son una familia de aves neognatas endémicas de Madagascar. Aunque se las clasificó junto a los Gruiformes, estudios moleculares posteriores posicionan a este linaje junto a los Columbiformes (palomas) y Pterocliformes (gangas). Son aves de tamaño entre pequeño y medio, que casi no vuelan. En general su plumaje es de tonos parduzcos más claro en las partes inferiores, y tienen un aspecto a medio camino entre un faisán y un rascón.

## Taxonomía
Los mesitornítidos incluyen solo tres especies en dos géneros:
- Género Mesitornis
  - Mesitornis variegatus - mesito pechiblanco;
  - Mesitornis unicolor - mesito unicolor;
- Género Monias
  - Monias benschi - mesito monias.

Históricamente se ha relacionado a los mesitos con las palomas y los mirlos acuáticos. Mientras que la última relación es incorrecta, hay algunos indicios que indican podría estar más próximos a Columbiformes (aunque no cercanamente). Se ha propuesto que podrían estar emparentados no muy lejanamente con algunas especies de gruiformes como el kagu, el ave sol (y posiblemente con los extintos Aptornis). Este último taxón está emplazado solamente de forma provisional en Gruiformes, y aparentemente tiene su origen en Gondwana, como los mesitos, el kagú y el ave sol son de los pocas aves que poseen plumón polvoriento. En cualquier caso los datos que apuntan a una posible relación con estos gruiformes poco comunes no son suficientes para llegar a conclusiones firmes. Otros (Fain & Houde 2004) consideran que los mesitos forman su propio orden (Mesitornithiformes) pero se ha realizado poca investigación filogenética al respecto.
El estudio de ADN de Hackett et al. indica que los mesitos son un taxón hermano de las palomas, y un tanto más alejado de las gangas, rabijuncos, colimbos y flamencos, dentro del propuesto clado Metaves, aunque este clado se demostró obsoleto. 
Durante las décadas posteriores se llegó a un consenso en que los mesitos son el linaje hermano de las gangas en el clado llamado Pteroclimesites y que este a su vez es el linaje hermano de las palomas en el grupo demonimado Columbimorphae.

## Biología
Son aves que se encuentran en los bosques y zonas de arbustos donde se alimentan de insectos y semillas. El mesito pechiblanco y el unicolor buscan alimento en el suelo, picoteando insectos entre la hojarasca y la vegetación baja. En cambio el mesito monias usa su pico para excavar en el suelo. Otras aves como los drongos suelen seguir a los mesitos para atrapar los insectos que se les escapan. Los mesitos emiten cantos para defender su territorio de forma similar a los paseriformes. Suelen poner de dos a tres huevos blancos en un nido fabricado con palitos situado en un arbusto o una rama baja. Las especies pertenecientes a Mesitornis son monógamas; mientras que Monias benschi es polígamo y a diferencia de las otras dos muestra dimorfismo sexual en el color de su plumaje.